# Lucil·li (poeta)
Lucil·li (en llatí Lucillus, en grec Λουκίλλιος o de vegades Λουκίλλος) va ser un poeta grec que va viure en temps de Neró a la meitat del segle i, i que va rebre diners d'aquest emperador.
Va deixar dos llibres d'epigrames algun dels quals està recollit a l'antologia grega, on se li atribueixen 124 epigrames encara que tres d'aquestos són dubtosos. Gairebé tots els epigrames són de tema esportiu i molts d'ells estan destinats als gramàtics de la seva època.